# Norops capito
Norops capito är en ödleart som beskrevs av  Peters 1863. Norops capito ingår i släktet Norops och familjen Polychrotidae. Inga underarter finns listade i Catalogue of Life.